# Yakisoba
Les yakisoba (焼きそば, « nouilles sautées », en japonais) ou chǎo miàn (en chinois) ou chow mein (en cantonais) sont une recette de cuisine traditionnelle de cuisine japonaise (variante des rāmen) à base de nouilles sautées, agrémentées de diverses variantes d'ingrédients, et de sauce yakisoba,,.

## Histoire
Elles sont originaires de Chine où elles sont appelées chao mian (炒面, chǎo miàn, « nouilles sautées »), et connues également sous le nom cantonais, chow mein.

Quelques exemples
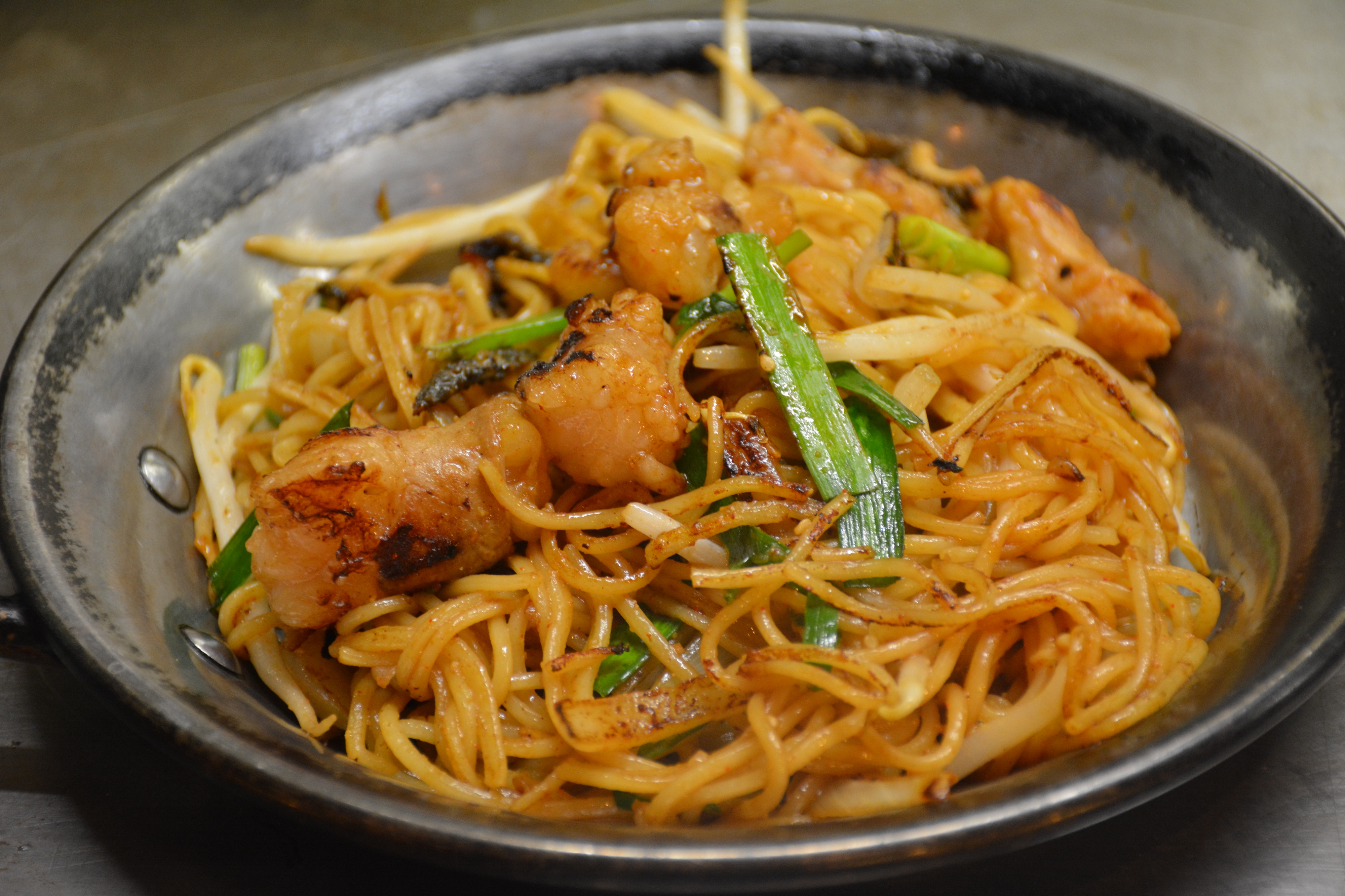
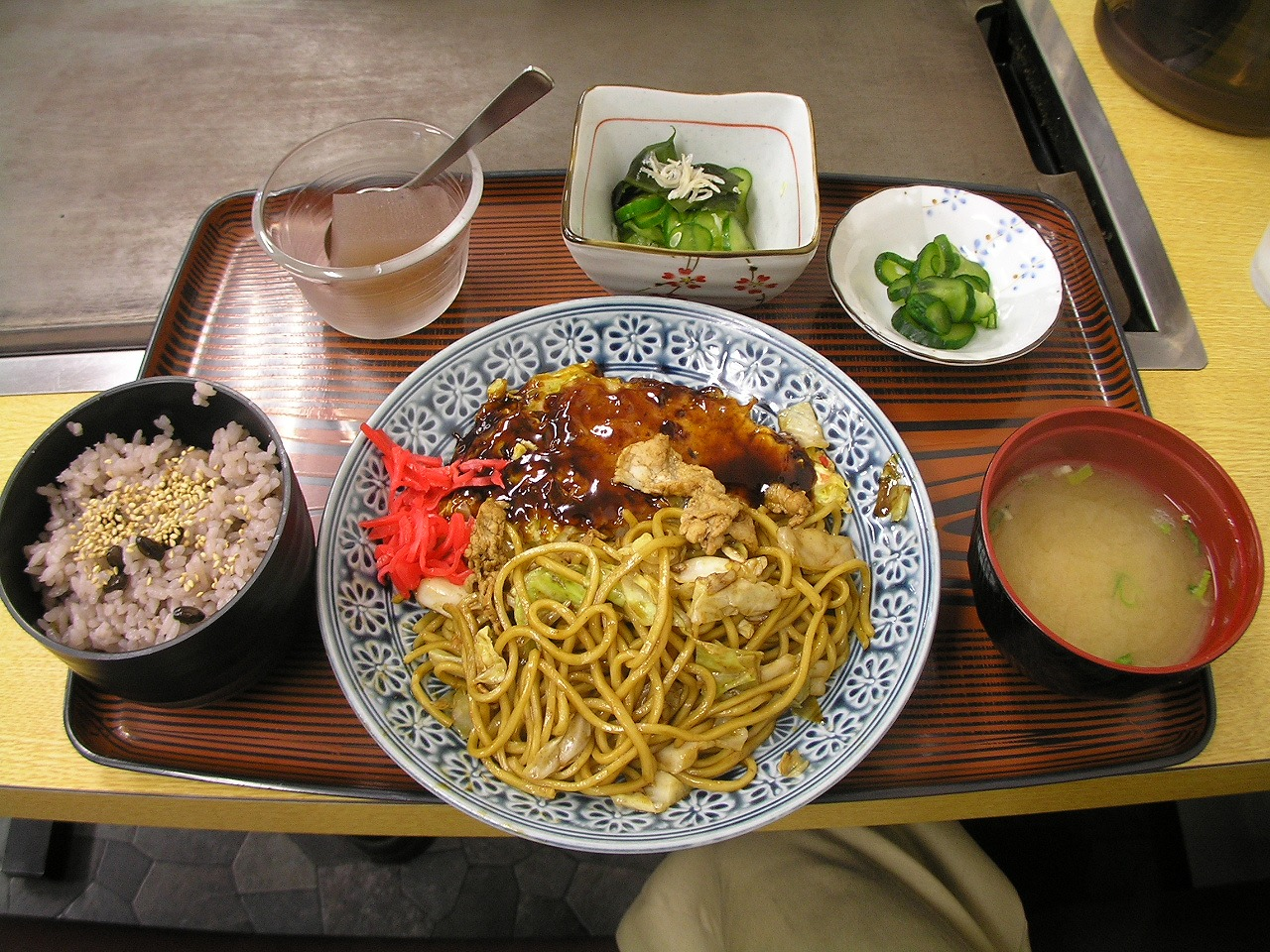
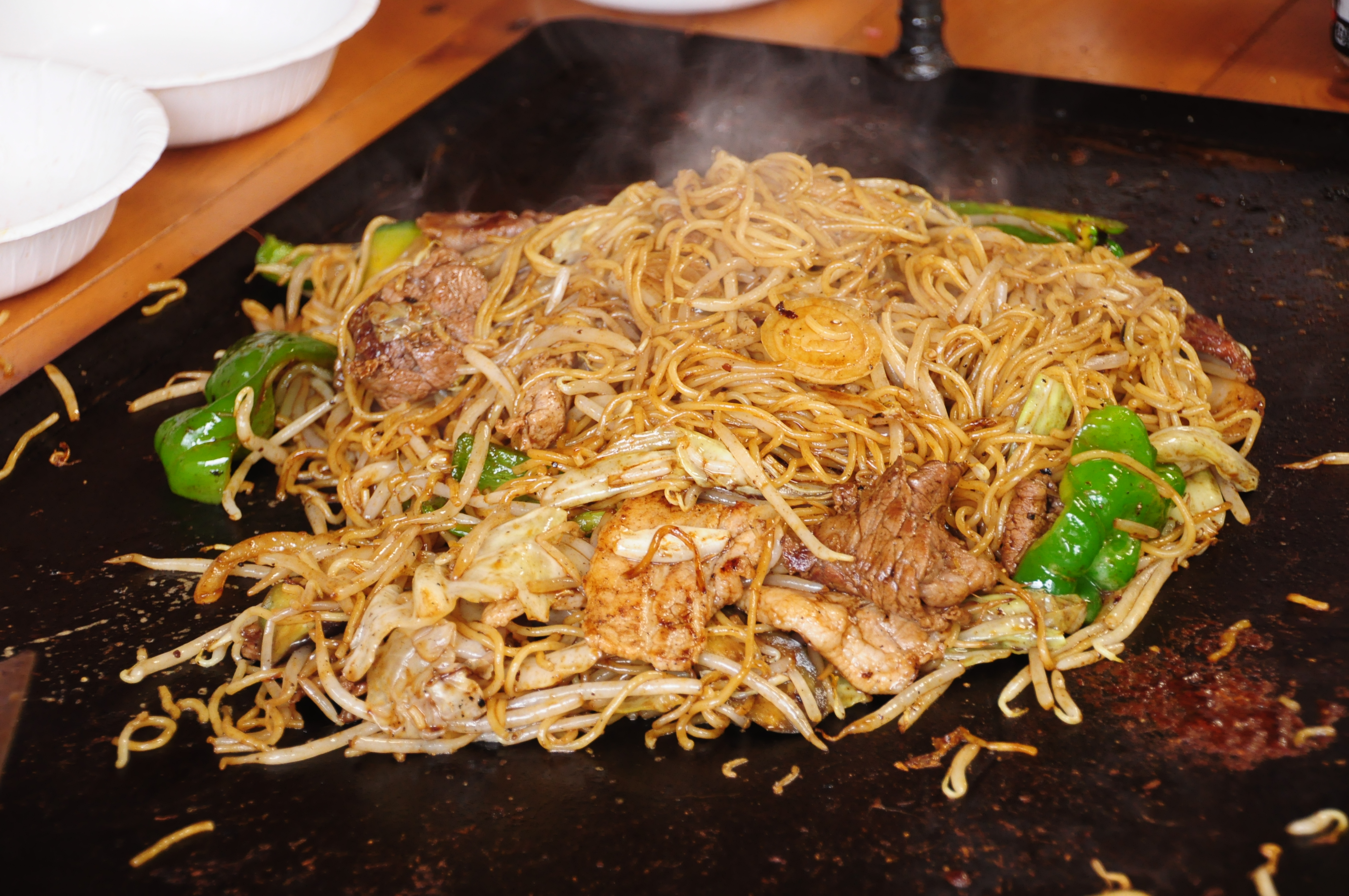
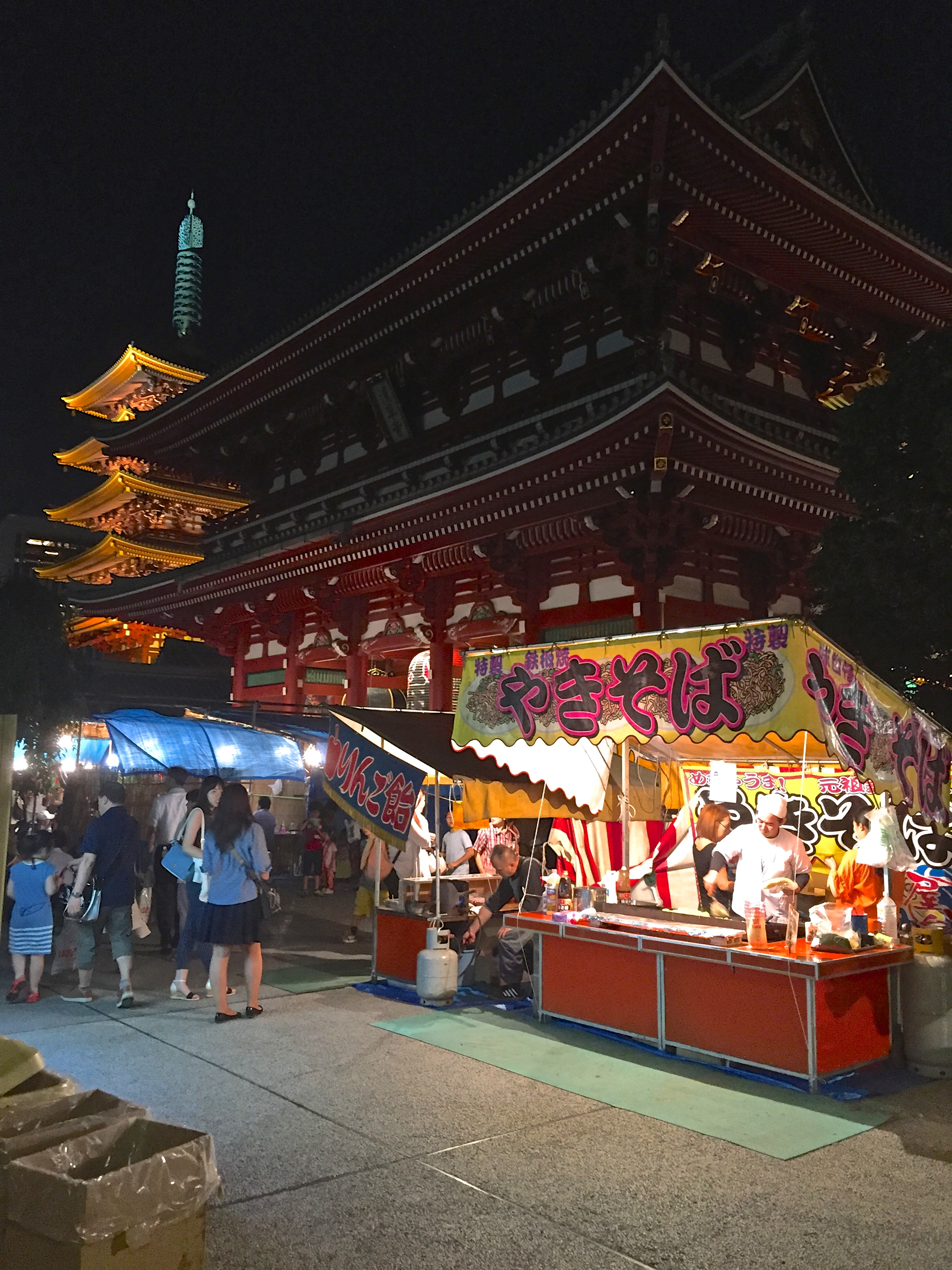

Les yakisoba ne sont pas constituées de nouilles soba (de sarrasin) comme leur nom le suggère, mais des fines nouilles à base de farine de blé, similaires aux rāmen.

## Préparation
La préparation du plat est très simple. Il suffit de chauffer une poêle (ou plaque chauffante teppanyaki, ou wok) avec un peu d'huile, de faire sauter entre autres des fines lanières émincées de bœuf, de porc, de poulet, de poisson, de fruits de mer, de crustacés, ou de tofu, ainsi que des légumes comme du chou chinois, brocoli, poireau, poivron, oignon, carotte, pousse de soja, gingembre, champignon, coriandre, ou negi… Les yakisoba sont ensuite ajoutées avec un peu d'eau, puis cuites jusqu'à ce que l'eau se soit évaporée,,. 

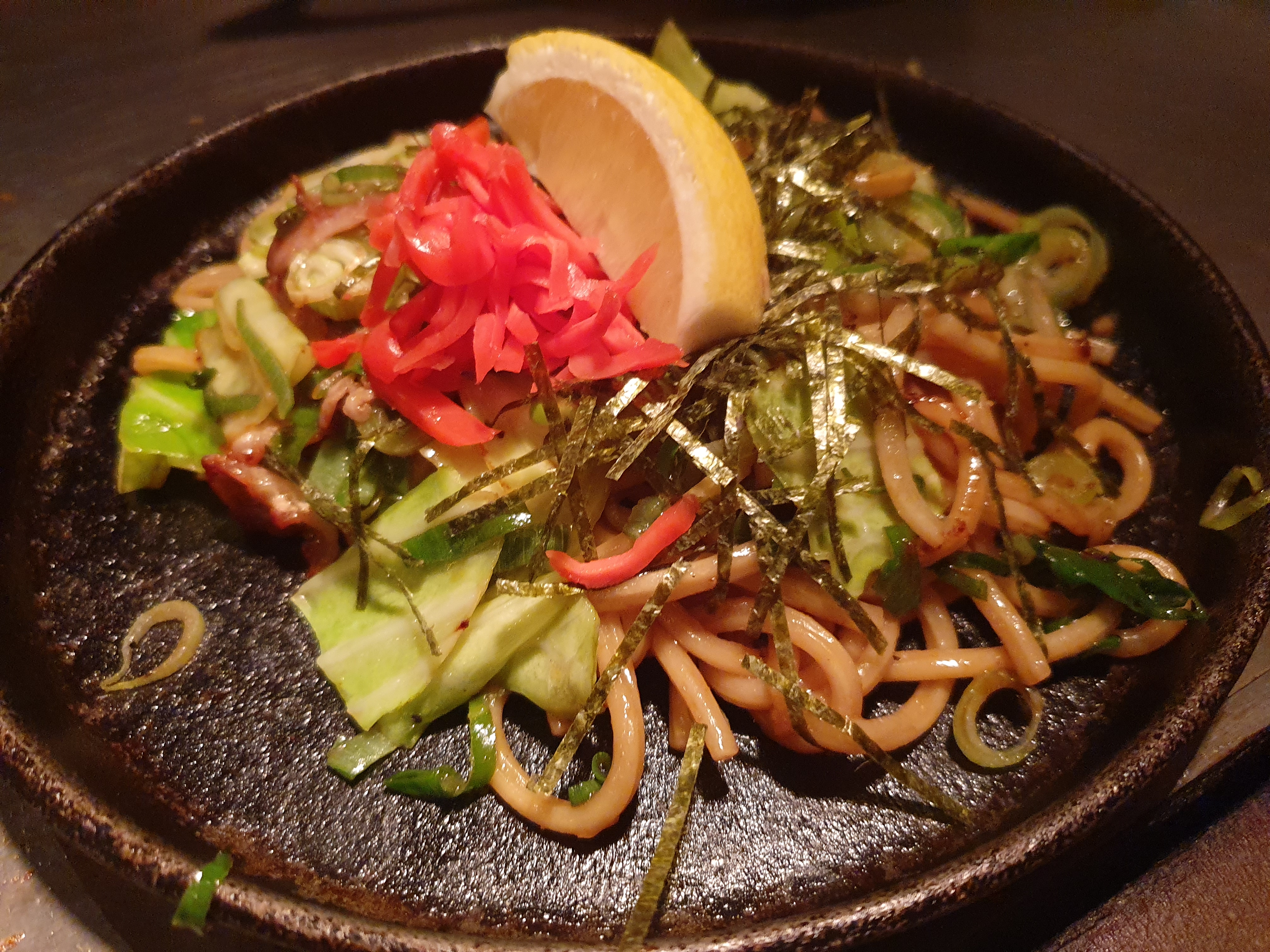
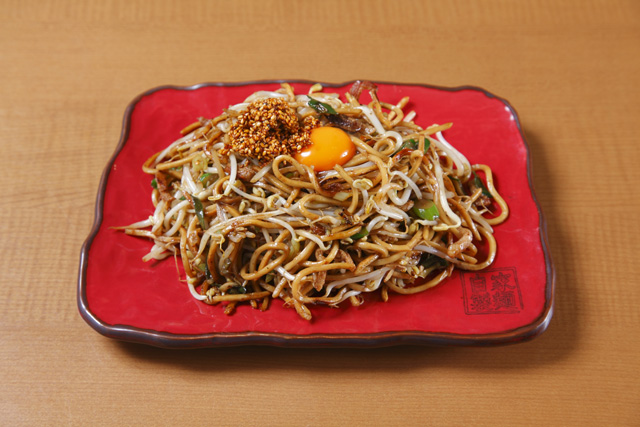
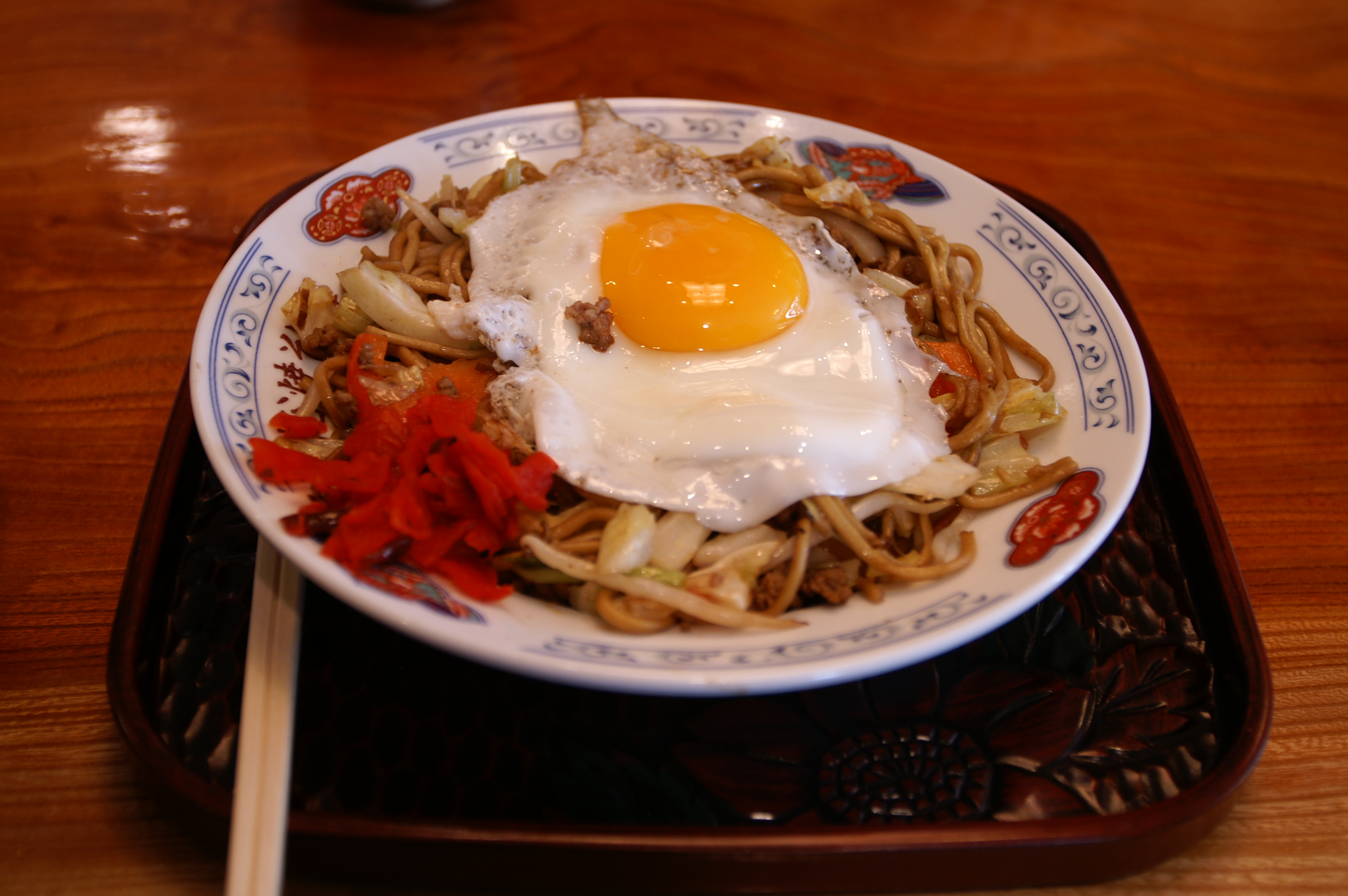
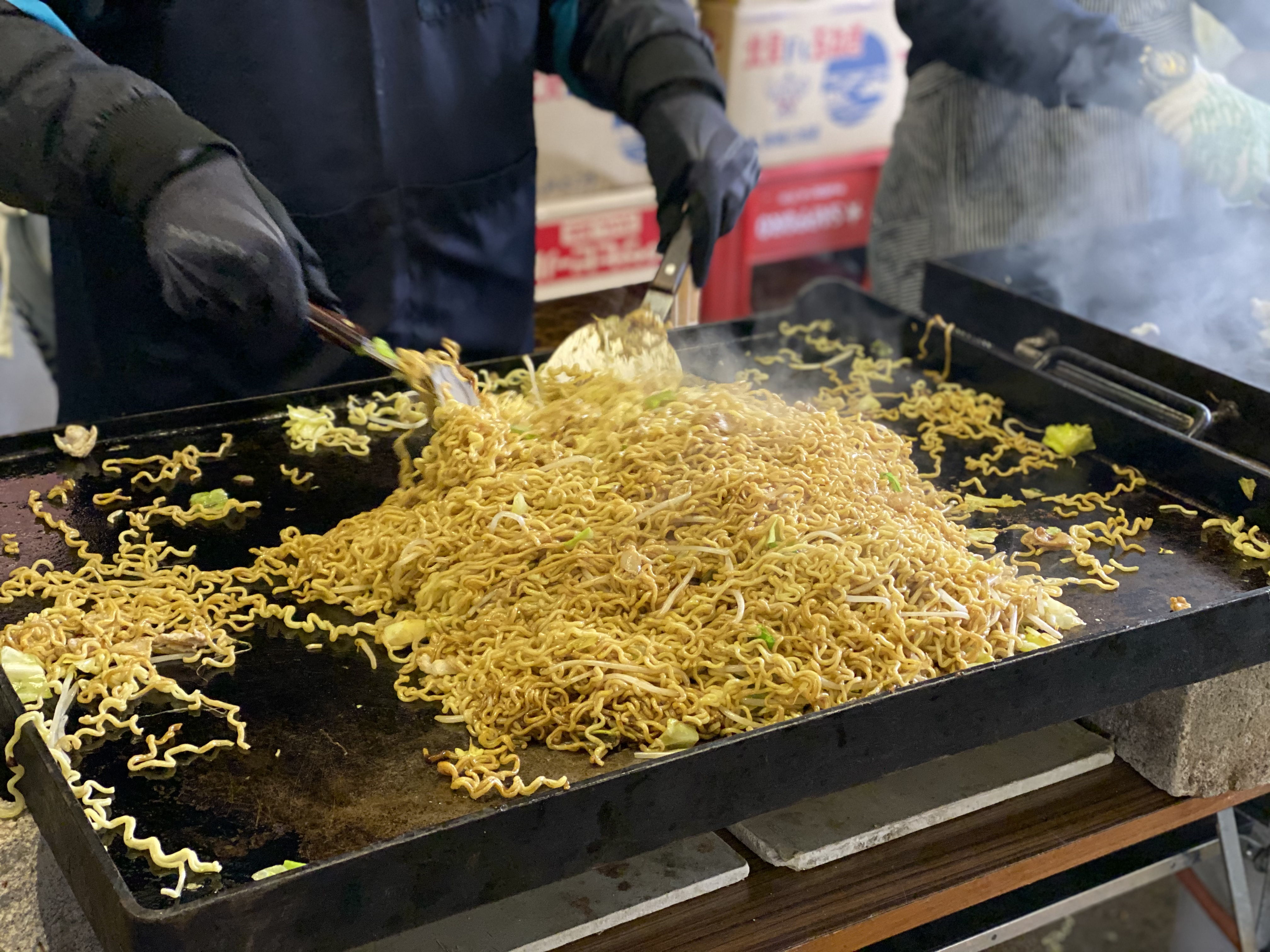
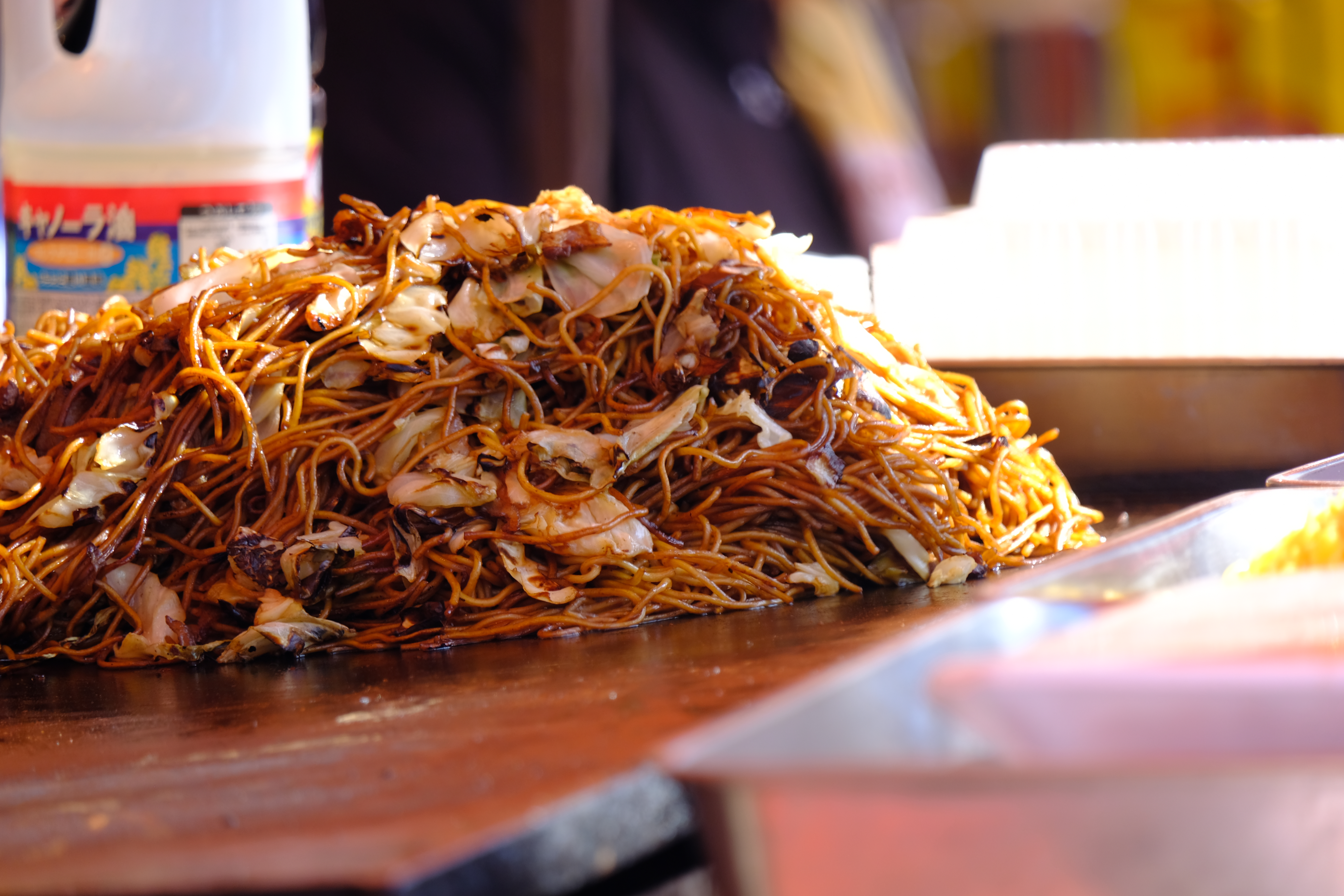
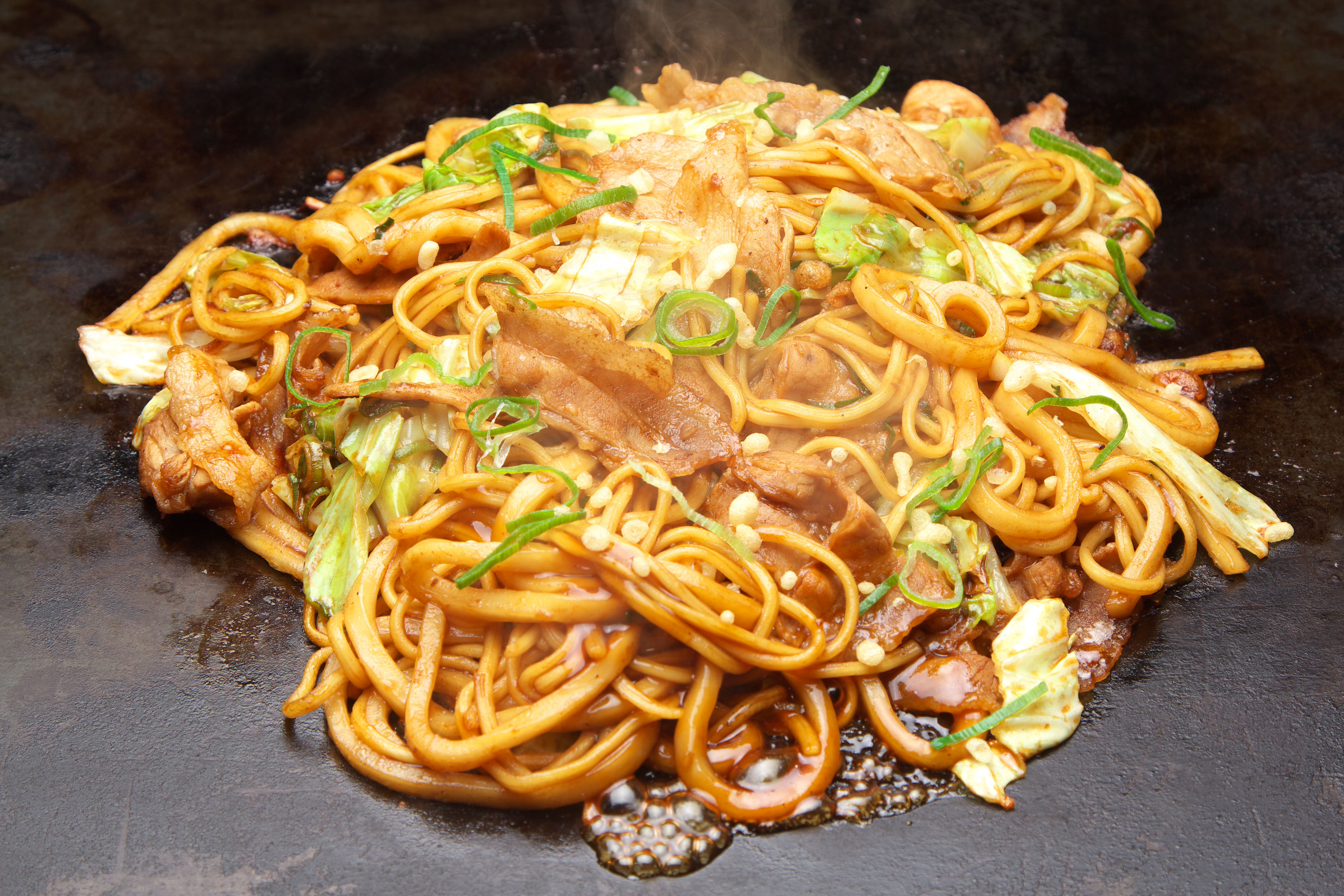
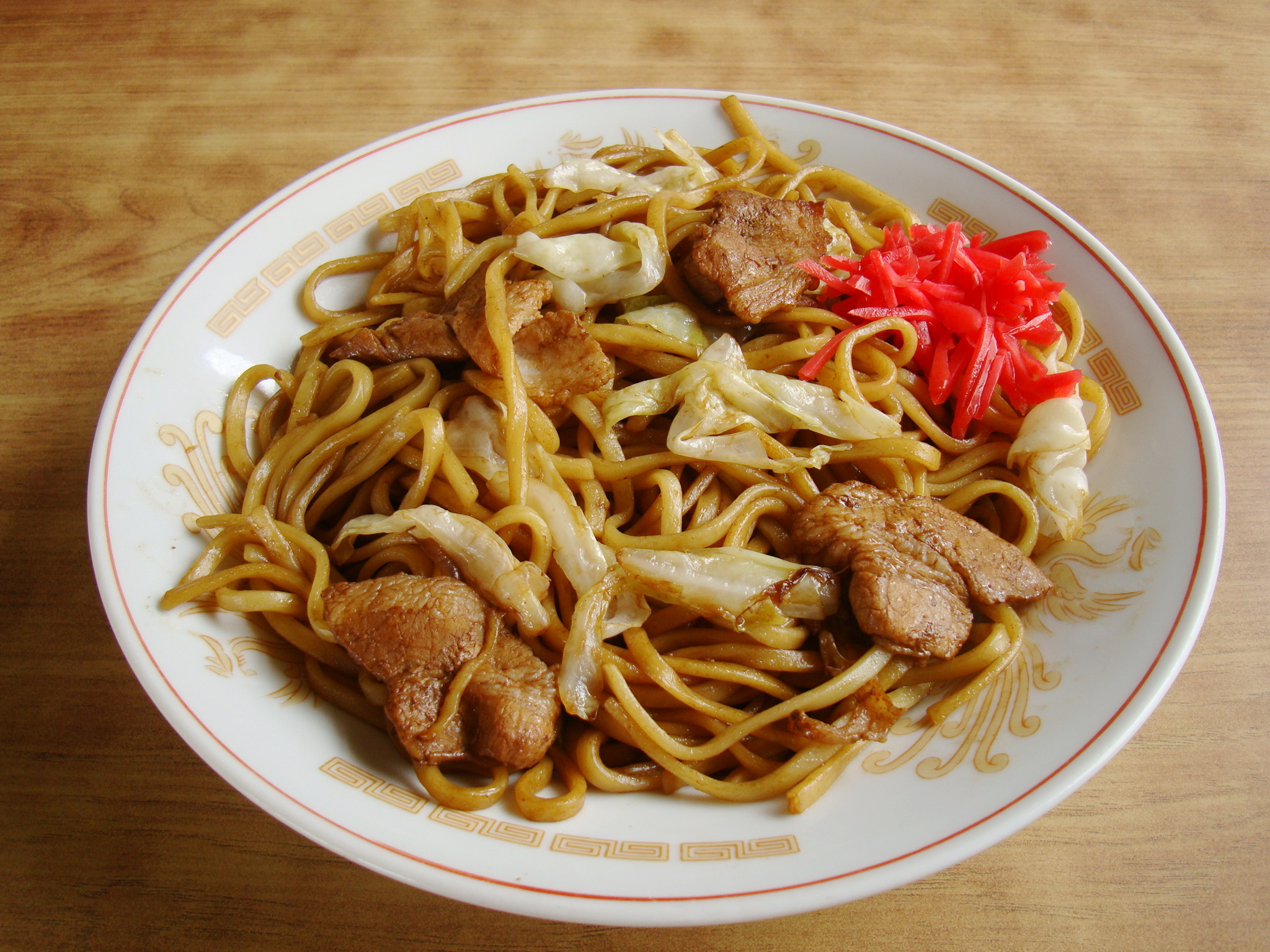
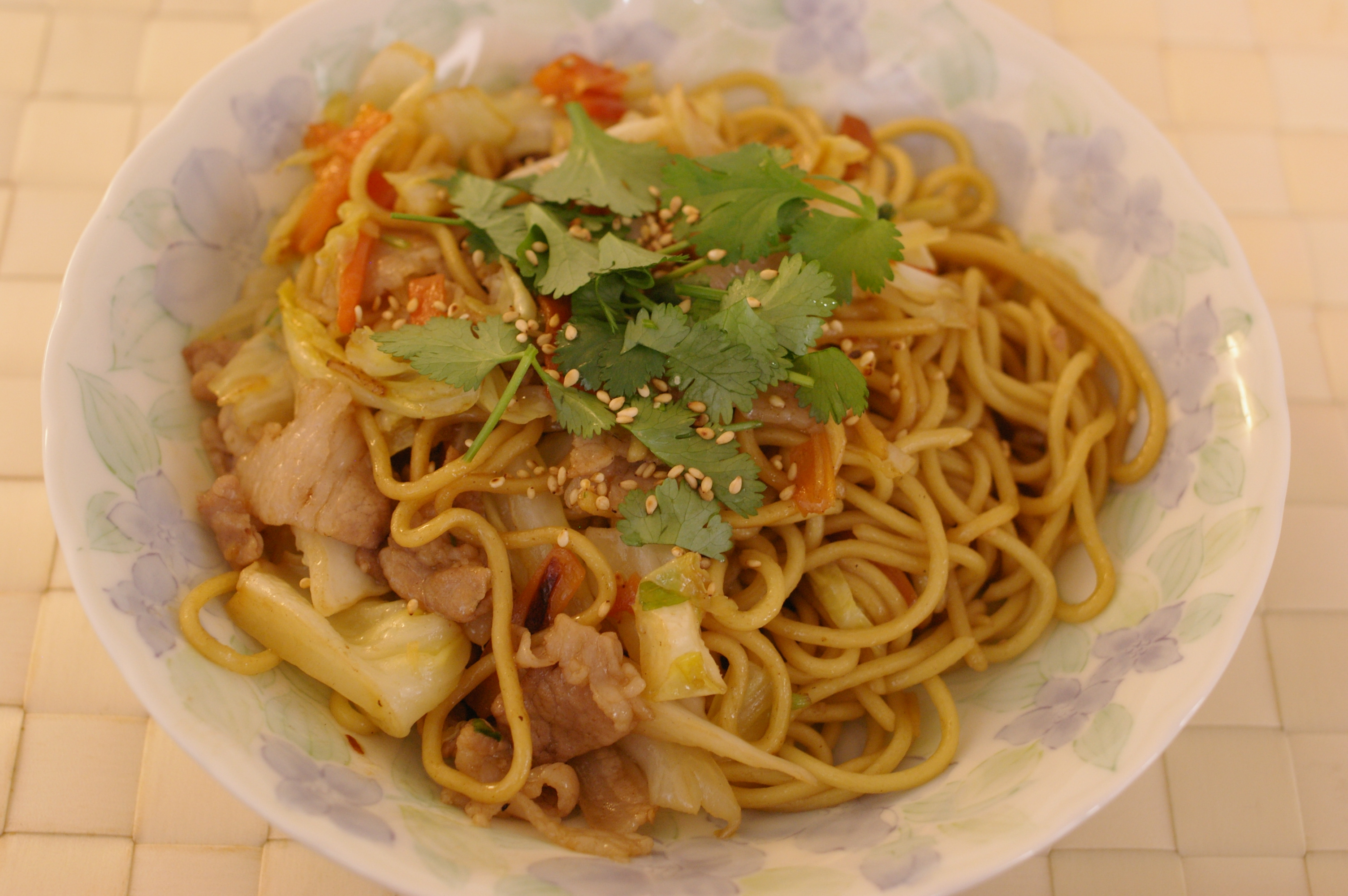
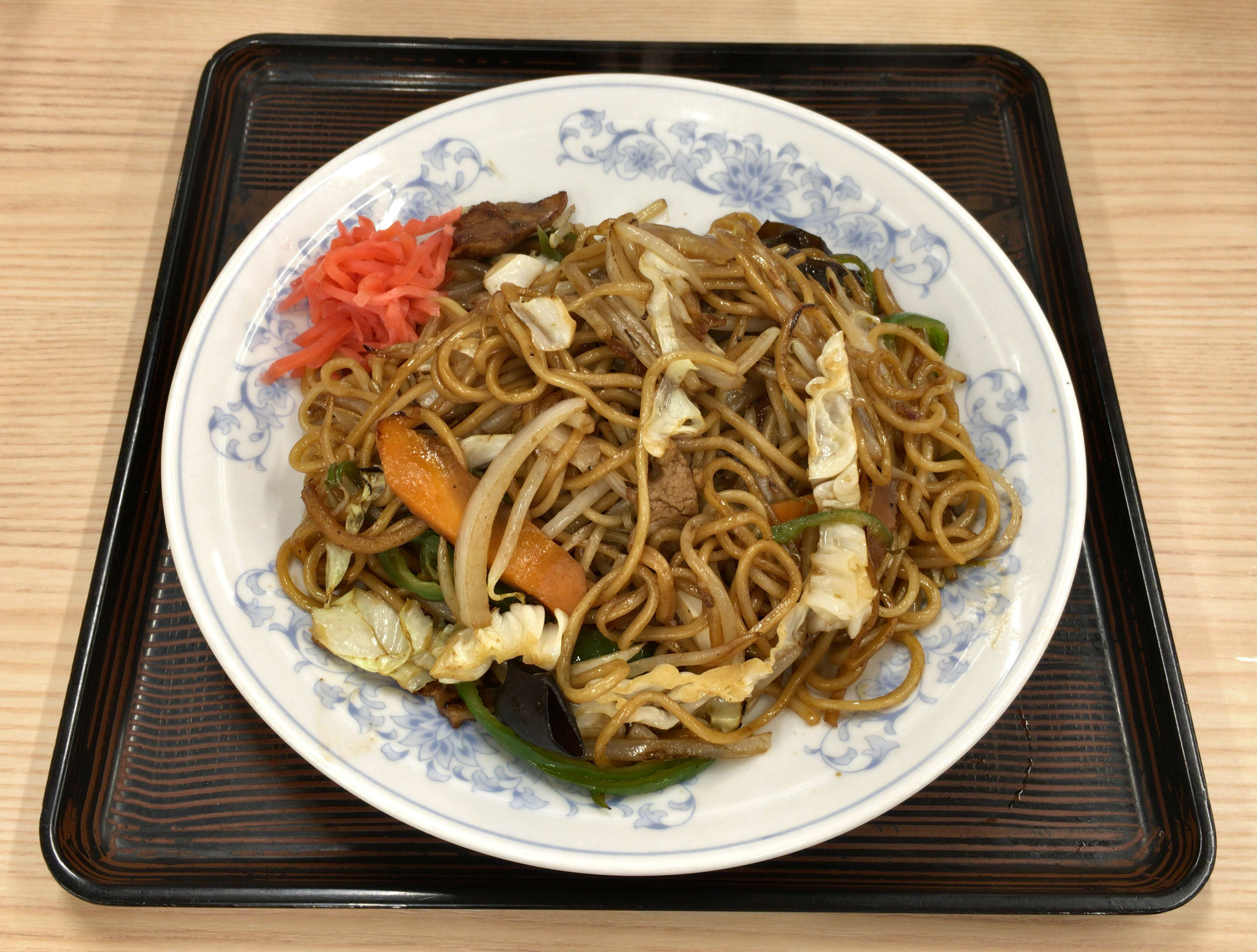

Le plat est généralement accompagné d'une sauce spéciale yakisoba, variante des sauce Worcestershire ou sauce pour okonomiyaki.
Les yakisoba instantanées lyophilisées sont populaires au Japon et sont préparées en ajoutant simplement de l'eau bouillante.